# Stig Björkman (fotbollsspelare)
Stig Ingemar Björkman, född 17 november 1924 i Gamlestaden, Göteborg, död 26 januari 1984 i Säve församling, var en svensk fotbollsspelare (försvarare) som representerade Gais åren 1949–1956 och vann SM-guld med klubben 1954.
Björkman är begravd på Östra kyrkogården i Göteborg.

## Karriär
Björkman var son till förre Gaisspelaren Victor Björkman och brorson till Joel Björkman. Han debuterade för Gais säsongen 1949/1950, då han spelade 18 av 22 matcher för klubben i allsvenskan och togs ut som reserv i B-landslaget. Han hade sedan svårt att platsa i en stark Gaistrupp med Rune Jingård, Bertil Sernros och Arne Lund som tongivande försvarare, och de följande tre säsongerna spelade han bara 9, 1 respektive 9 allsvenska matcher, men säsongen 1953/1954, då Gais tog SM-guld, var han åter ordinarie och fick ta emot guldmedaljen. Ordinarie var han även året därpå, då ett kollapsande Gais åkte ur allsvenskan, men i division II västra 1955/1956 spelade han bara 6 matcher för klubben.
Björkman var lång och gänglig, hade god placeringsförmåga och en bra bollträff, samt var en duktig huvudspelare. Han spelade även i Gais handbollslag.